# 臺北市議員列表
臺北市議員列表名列現任或曾任於臺北市議會的議員：

## 第14屆臺北市議員名單
| 第一選區 北投區、士林區 12席  | 中國國民黨    | 汪志冰、張斯綱、陳重文、林杏兒                               |
| 第一選區 北投區、士林區 12席  | 民主進步黨    | 鍾佩玲、林世宗、陳慈慧、陳賢蔚、林延鳳                       |
| 第一選區 北投區、士林區 12席  | 臺灣民眾黨    | 黃瀞瑩                                                       |
| 第一選區 北投區、士林區 12席  | 新黨          | 侯漢廷                                                       |
| 第一選區 北投區、士林區 12席  | 無黨籍        | 陳政忠                                                       |
| 第二選區 內湖區、南港區 9席   | 中國國民黨    | 李彥秀 、闕枚莎、李明賢、游淑慧、吳世正                      |
| 第二選區 內湖區、南港區 9席   | 民主進步黨    | 何孟樺、王孝維、李建昌                                       |
| 第二選區 內湖區、南港區 9席   | 臺灣民眾黨    | 陳宥丞                                                       |
| 第三選區 松山區、信義區 9席   | 中國國民黨    | 王鴻薇、徐巧芯、秦慧珠、詹為元、戴錫欽（議長）               |
| 第三選區 松山區、信義區 9席   | 民主進步黨    | 洪健益、許淑華、許家蓓、張文潔                               |
| 第四選區 中山區、大同區 8席   | 中國國民黨    | 葉林傳 （副議長）、柳采葳、陳炳甫                            |
| 第四選區 中山區、大同區 8席   | 民主進步黨    | 王世堅、陳怡君、顏若芳、林亮君                               |
| 第四選區 中山區、大同區 8席   | 臺灣民眾黨    | 林珍羽                                                       |
| 第五選區 萬華區、中正區 8席   | 中國國民黨    | 吳志剛、應曉薇、郭昭巖 、鍾小平                              |
| 第五選區 萬華區、中正區 8席   | 民主進步黨    | 吳沛憶、劉耀仁、洪婉臻                                       |
| 第五選區 萬華區、中正區 8席   | 無黨籍        | 徐立信                                                       |
| 第六選區 大安區、文山區 13席  | 中國國民黨    | 王欣儀、李柏毅、徐弘庭、鍾沛君、耿葳、陳錦祥、楊植斗、曾獻瑩 |
| 第六選區 大安區、文山區 13席  | 民主進步黨    | 趙怡翔、簡舒培、王閔生                                       |
| 第六選區 大安區、文山區 13席  | 臺灣民眾黨    | 張志豪                                                       |
| 第六選區 大安區、文山區 13席  | 社 社會民主黨 | 苗博雅                                                       |
| 第七選區 平地原住民族選區 1席 | 中國國民黨    | 李芳儒                                                       |
| 第八選區 山地原住民族選區 1席 | 中國國民黨    | 李傅中武                                                     |

此屆議員於2022年11月26日的直轄市議員選舉選出。目前席次分布狀況為總議席54席：國民黨28席、民進黨19席、台灣民眾黨4席、社會民主黨1席、新黨1席、無黨籍1席，空缺7席。

## 第13屆臺北市議員名單
| 第一選區 北投區、士林區   | 中國國民黨    | 汪志冰、張斯綱、陳重文                                       |
| 第一選區 北投區、士林區   | 民主進步黨    | 鍾佩玲、林世宗、陳慈慧、陳賢蔚（遞補）                       |
| 第一選區 北投區、士林區   | 新黨          | 侯漢廷、潘懷宗                                               |
| 第一選區 北投區、士林區   | 無黨籍        | 陳建銘、林瑞圖、陳政忠、楊靜宇、黃郁芬                       |
| 第二選區 內湖區、南港區   | 中國國民黨    | 闕枚莎、陳義洲、李明賢、游淑慧、吳世正                       |
| 第二選區 內湖區、南港區   | 民主進步黨    | 高嘉瑜、李建昌、江志銘                                       |
| 第二選區 內湖區、南港區   | 親民黨        | 黃珊珊                                                       |
| 第三選區 松山區、信義區   | 中國國民黨    | 王鴻薇、徐巧芯、秦慧珠、陳永德、戴錫欽                       |
| 第三選區 松山區、信義區   | 民主進步黨    | 洪健益、許淑華、許家蓓、張茂楠                               |
| 第三選區 松山區、信義區   | 無黨籍        | 邱威傑                                                       |
| 第四選區 中山區、大同區   | 中國國民黨    | 葉林傳（副議長）、王浩、陳炳甫                               |
| 第四選區 中山區、大同區   | 民主進步黨    | 王世堅、陳怡君、梁文傑                                       |
| 第四選區 中山區、大同區   | 臺灣民眾黨    | 林國成                                                       |
| 第四選區 中山區、大同區   | 無黨籍        | 林亮君                                                       |
| 第五選區 萬華區、中正區   | 中國國民黨    | 吳志剛、應曉薇、郭昭巖、鍾小平                               |
| 第五選區 萬華區、中正區   | 民主進步黨    | 吳沛憶、劉耀仁、周威佑                                       |
| 第五選區 萬華區、中正區   | 無黨籍        | 徐立信                                                       |
| 第六選區 大安區、文山區   | 中國國民黨    | 王欣儀、李柏毅、徐弘庭、羅智強、鍾沛君、耿葳、陳錦祥（議長） |
| 第六選區 大安區、文山區   | 民主進步黨    | 阮昭雄、簡舒培、王閔生                                       |
| 第六選區 大安區、文山區   | 新黨          | 李慶元                                                       |
| 第六選區 大安區、文山區   | 社 社會民主黨 | 苗博雅                                                       |
| 第六選區 大安區、文山區   | 無黨籍        | 林穎孟                                                       |
| 第七選區 平地原住民族選區 | 中國國民黨    | 李芳儒                                                       |
| 第八選區 山地原住民族選區 | 中國國民黨    | 李傅中武                                                     |

此屆議員於2018年11月24日的直轄市議員選舉選出。席次分布狀況為總議席60席：國民黨共28席、民進黨19席、新黨2席、社會民主黨1席、台灣民眾黨1席及無黨籍9席，空缺3席。

## 第12屆臺北市議員名單
| 第一選區 北投區、士林區   | 中國國民黨   | 吳碧珠（議長）、汪志冰、陳重文                           |
| 第一選區 北投區、士林區   | 民主進步黨   | 吳思瑤、何志偉、林世宗、陳慈慧、謝維洲、王威中           |
| 第一選區 北投區、士林區   | 台灣團結聯盟 | 陳建銘                                                   |
| 第一選區 北投區、士林區   | 新黨         | 潘懷宗                                                   |
| 第一選區 北投區、士林區   | 無黨籍       | 林瑞圖、陳政忠                                           |
| 第二選區 內湖區、南港區   | 中國國民黨   | 李彥秀、闕枚莎、吳世正、陳義洲                           |
| 第二選區 內湖區、南港區   | 民主進步黨   | 高嘉瑜、李建昌、王孝維、江志銘                           |
| 第二選區 內湖區、南港區   | 親民黨       | 黃珊珊                                                   |
| 第三選區 松山區、信義區   | 中國國民黨   | 秦慧珠、王鴻薇、陳孋輝、戴錫欽、陳永德                   |
| 第三選區 松山區、信義區   | 民主進步黨   | 許淑華、許家蓓、張茂楠、洪健益                           |
| 第三選區 松山區、信義區   | 民國黨       | 徐世勳                                                   |
| 第四選區 中山區、大同區   | 中國國民黨   | 葉林傳、陳炳甫、林亭君                                   |
| 第四選區 中山區、大同區   | 民主進步黨   | 梁文傑、顏若芳、王世堅、黃向羣                           |
| 第四選區 中山區、大同區   | 親民黨       | 林國成                                                   |
| 第五選區 萬華區、中正區   | 中國國民黨   | 郭昭巖、吳志剛、應曉薇、鍾小平                           |
| 第五選區 萬華區、中正區   | 民主進步黨   | 顏聖冠、周威佑、劉耀仁                                   |
| 第五選區 萬華區、中正區   | 無黨籍       | 童仲彥                                                   |
| 第六選區 大安區、文山區   | 中國國民黨   | 歐陽龍、李新、王欣儀、陳錦祥（副議長）、厲耿桂芳、徐弘庭 |
| 第六選區 大安區、文山區   | 民主進步黨   | 王閔生、簡舒培、阮昭雄、李慶鋒、周柏雅                   |
| 第六選區 大安區、文山區   | 新黨         | 陳彥伯                                                   |
| 第六選區 大安區、文山區   | 無黨籍       | 李慶元                                                   |
| 第七選區 平地原住民族選區 | 中國國民黨   | 李芳儒                                                   |
| 第八選區 山地原住民族選區 | 中國國民黨   | 李傅中武                                                 |

此屆議員於2014年11月29日的2014年中華民國地方公職人員選舉選出。
最初總議席63席：國民黨28席、民進黨27席、新黨2席、親民黨2席、台聯1席，無黨籍3席。其後，2015年3月22日徐世勳加入民國黨，2015年7月15日李慶元遭國民黨開除黨籍轉為無黨籍，2016年1月16日國民黨議員李彥秀及民進黨議員吳思瑤當選立委，2017年1月26日童仲彥自行宣佈退出民進黨轉為無黨籍，2017年9月28日國民黨議員李新過世。最終席次分布狀況為總議席63席：國民黨25席、民進黨25席、新黨2席、親民黨2席、民國黨1席、台聯1席，無黨籍4席，空缺3席。

## 第11屆臺北市議員名單
| 第一選區 | 北投區、士林區 |
| 第一選區 | 國民黨：吳碧珠（議長）、黃平洋、賴素如、汪志冰（遞補；民進黨陳碧峰因案解職） · 民進黨：莊瑞雄、吳思瑤、何志偉、林世宗 · 新黨：潘懷宗 · 台灣團結聯盟：陳建銘 · 無黨籍：林瑞圖、陳政忠 |
| 第二選區 | 內湖區、南港區 |
| 第二選區 | 國民黨：李彥秀、闕枚莎、吳世正、陳義洲 · 民進黨：高嘉瑜、江志銘、王孝維、李建昌 · 親民黨：黃珊珊                                                                                     |
| 第三選區 | 松山區、信義區 |
| 第三選區 | 國民黨：秦慧珠、陳永德、戴錫欽、陳孋輝、王正德、楊實秋、王鴻薇 民進黨：洪健益、許淑華、張茂楠                                                                                        |
| 第四選區 | 中山區、大同區 |
| 第四選區 | 國民黨：陳玉梅（後轉任僑務委員會政務副委員長）、葉林傳、王浩（後轉任臺北市政府社會局局長）、林晉章 · 民進黨：王世堅、簡余晏、梁文傑 · 親民黨：林國成                                 |
| 第五選區 | 萬華區、中正區 |
| 第五選區 | 國民黨：吳志剛、鍾小平、郭昭巖、應曉薇 民進黨：劉耀仁、顏聖冠、童仲彥、周威佑 |
| 第六選區 | 大安區、文山區 |
| 第六選區 | 國民黨：林奕華（後轉任臺北市政府教育局局長）、李新、歐陽龍、李慶元、秦儷舫、王欣儀、厲耿桂芳、陳錦祥 · 民進黨：徐佳青、周柏雅（副議長）、阮昭雄、李慶鋒 · 新黨：陳彥伯               |
| 第七選區 | 平地原住民族選區 |
| 第七選區 | 國民黨：李芳儒 |
| 第八選區 | 山地原住民族選區 |
| 第八選區 | 國民黨：李傅中武 |

此屆議員於2010年11月27日的直轄市議員選舉選出，國民黨共33席、民進黨22席、新黨2席、親民黨2席、台聯1席，無黨籍2席，共計62席。

## 第10屆臺北市議員名單
| 第一選區 | 北投區、士林區 |
| 第一選區 | 國民黨：汪志冰、賴素如、吳碧珠（議長） · 民進黨：陳碧峰、吳思瑤、莊瑞雄 · 新黨：潘懷宗 · 台灣團結聯盟：陳建銘 · 無黨籍：陳政忠、林瑞圖 |
| 第二選區 | 內湖區、南港區 |
| 第二選區 | 國民黨：闕枚莎、李彥秀、吳世正、陳義洲 · 民進黨：李建昌、王孝維 · 親民黨：黃珊珊                                                       |
| 第三選區 | 松山區、信義區 |
| 第三選區 | 國民黨：楊實秋、陳孋輝、王正德、陳永德、戴錫欽 · 民進黨：許淑華、張茂楠、洪健益 · 新黨：王鴻薇                                         |
| 第四選區 | 中山區、大同區 |
| 第四選區 | 國民黨：陳玉梅、王浩、林晉章 · 民進黨：簡余晏、李文英、黃向群 · 親民黨：林國成                                                         |
| 第五選區 | 萬華區、中正區 |
| 第五選區 | 國民黨：吳志剛、李仁人 · 民進黨：顏聖冠、周威佑、劉耀仁 · 新黨：侯冠群 · 台灣團結聯盟：陳嘉銘                                          |
| 第六選區 | 大安區、文山區 |
| 第六選區 | 國民黨：林奕華、歐陽龍、蔣乃辛（後轉任立委）、李慶元、厲耿桂芳、秦儷舫、陳錦祥（副議長）、李新 民進黨：徐佳青、李慶鋒、周柏雅          |
| 第七選區 | 原住民選區 |
| 第七選區 | 國民黨：李銀來 |

第十屆市議員於2006年12月25日就任，共有52名市議員，國民黨26席、民進黨17席、新黨3席、親民黨2席、台灣團結聯盟2席，無黨籍2席。

## 政黨席次變化
| 政黨          | 第十屆 | 第十屆 | 第十一屆 | 第十一屆 | 第十二屆 | 第十二屆 | 第十三屆 | 第十三屆 | 第十四屆 | 第十四屆 | 備註                                                                    |
| 政黨          | 最初   | 最末   | 最初     | 最末     | 最初     | 最末     | 最初     | 最末     | 最初     | 現在     | 備註                                                                    |
| ------------- | ------ | ------ | -------- | -------- | -------- | -------- | -------- | -------- | -------- | -------- | ----------------------------------------------------------------------- |
| 中國國民黨    | 24     | 25     | 31       | 28       | 28       | 25       | 29       | 28       | 30       | 28       |                                                                         |
| 民主進步黨    | 18     | 18     | 23       | 22       | 27       | 25       | 19       | 19       | 21       | 19       |                                                                         |
| 親民黨        | 2      | 2      | 2        | 2        | 2        | 2        | 2        | 0        | 0        | 0        |                                                                         |
| 台灣團結聯盟  | 2      | 0      | 1        | 1        | 1        | 1        | 0        | 0        | 0        | 0        |                                                                         |
| 新黨          | 4      | 3      | 3        | 2        | 2        | 2        | 2        | 2        | 1        | 1        |                                                                         |
| 民國黨        | 不適用 | 不適用 | 不適用   | 不適用   | 不適用   | 1        | 0        | 不適用   | 不適用   | 不適用   | 2015年3月民國黨成立，2019年1月併入國會政黨聯盟後，2020年3月依政黨法解散 |
| 時代力量      | 不適用 | 不適用 | 不適用   | 不適用   | 不適用   | 不適用   | 3        | 0        | 0        | 0        | 2015年1月時代力量成立                                                   |
| 社 社會民主黨 | 不適用 | 不適用 | 不適用   | 不適用   | 不適用   | 不適用   | 1        | 1        | 1        | 1        | 2015年3月社會民主黨成立                                                 |
| 臺灣民眾黨    | 不適用 | 不適用 | 不適用   | 不適用   | 不適用   | 不適用   | 不適用   | 1        | 4        | 4        | 2019年8月臺灣民眾黨成立                                                 |
| 無黨籍        | 2      | 3      | 2        | 2        | 3        | 4        | 7        | 9        | 4        | 1        |                                                                         |
| 總計          | 52     | 51     | 62       | 57       | 63       | 60       | 63       | 60       | 61       | 54       |                                                                         |

### 腳註
1. ↑  童仲彥遭指家暴 宣布退出民進黨 （页面存档备份，存于），原為民進黨籍
2. ↑  國民黨開鍘 紀國棟李慶元等5人開除黨籍 （页面存档备份，存于），原為國民黨籍
3. ↑  . 東森新聞雲. 2014年11月29日  [2014年11月29日]. （原始内容存档于2014年12月2日）.
4. ↑   (PDF). 中央選舉委員會. 2010-12-03  [2010-12-05]. （原始内容 (PDF)存档于2010-12-06）.
5. ↑  . 台北市議會官方網站.   [2010-12-05]. （原始内容存档于2010-07-22）.

## 外部連結
- 台北市議會 — 歷屆議員 （页面存档备份，存于）
- 台北市議員資訊網